# Dębina (Śląskowo)
Dębina – przysiółek wsi Śląskowo w Polsce, położony w województwie wielkopolskim, w powiecie rawickim, w gminie Jutrosin.
W latach 1975–1998 przysiółek należał administracyjnie do województwa leszczyńskiego.
W okresie Wielkiego Księstwa Poznańskiego (1815-1848) miejscowość wzmiankowana wówczas jako Dembina należała do wsi mniejszych w ówczesnym pruskim powiecie Kröben (krobskim) w rejencji poznańskiej. Dembina należała do okręgu jutroszyńskiego tego powiatu i stanowiła część majątku Śląskowo, którego właścicielem był wówczas (1846) Edmund Raczyński. Według spisu urzędowego z 1837 roku wieś liczyła 10 mieszkańców, którzy zamieszkiwali jeden dym (domostwo).